# Institut de mécanique des fluides de Toulouse
L'institut de mécanique des fluides de Toulouse (IMFT), est un laboratoire de recherche, français situé sur l'île du Ramier, à Toulouse.

## Histoire
L'Institut de Mécanique des Fluides de Toulouse (IMFT) a été fondé en 1913 par Charles Camichel, en parallèle avec le développement hydroélectrique des Pyrénées et la croissance de l'industrie aéronautique. Les premières recherches en hydraulique ont été menées à l'Institut d'Électrotechnique et de Mécanique Appliquée, situé sur le site actuel de l'ENSEEIHT. Camichel s'est distingué par ses études pionnières sur les surpressions et les effets de « coups de bélier » dans les conduites sous pression.
En 1920, le Laboratoire de Recherches Hydrauliques a été créé près du barrage de Banlève, sur l'île du Ramier, entre les deux bras de la Garonne. Cela a marqué le début des études expérimentales utilisant des modèles réduits. En 1925, bien que le laboratoire ne disposât pas encore de bâtiment dédié, six chercheurs y travaillaient, et la construction du Grand Canal Rectiligne, d'une profondeur de 4 mètres, reliant les deux bras du fleuve, a été achevée.
En 1930, dans le cadre d'une initiative nationale visant à soutenir l'industrie aéronautique, le ministère de l'Air et l'Université de Toulouse ont officiellement créé l'Institut de Mécanique des Fluides de Toulouse, en s'appuyant sur les recherches de l'Institut Électrotechnique de Toulouse (IET). Cette transition a consolidé le rôle de l'IMFT dans l'avancement des recherches aéronautiques. En 1936, la construction de la Grande Soufflerie a commencé, affirmant la spécialisation de l'institut en aérodynamique. Initialement construite en plein air, la soufflerie a été couverte en 1938 et est maintenant classée Monument Historique. En 1940, l'institut a accueilli le personnel et les équipements de l'Institut de Mécanique des Fluides de Lille,.
Les années 1950 ont vu une expansion significative des recherches en hydraulique, menant à la création de nouveaux programmes académiques, notamment des cours de troisième cycle pour préparer les ingénieurs à la recherche. Jusqu'au début des années 1970, l'hydraulique est restée le principal domaine d'investigation du laboratoire. Cependant, durant cette période, les sujets de recherche se sont diversifiés pour inclure la modélisation de la turbulence et l'étude des phénomènes de transport dans les milieux poreux. L'introduction de l'instrumentation électronique a permis l'exploration de phénomènes jusque-là inaccessibles, renforçant l'orientation expérimentale de l'IMFT. De plus, l'arrivée des premiers ordinateurs à l'institut a favorisé sa spécialisation dans les simulations numériques d'écoulements. En 1965, l'IMFT est devenu le cinquième laboratoire officiellement associé au CNRS (Centre National de la Recherche Scientifique).
Dans les années 1980, de nouveaux domaines de recherche ont émergé, tels que la modélisation des écoulements diphasiques et la combustion. Tout au long de son histoire, l'IMFT a été marqué par des figures scientifiques clés, notamment son fondateur, le Professeur Charles Camichel, diplômé de l'École Polytechnique et élu à l'Académie des Sciences en 1936, et le Professeur Léopold Escande, élu à l'Académie des Sciences en 1954 et fondateur de l'Institut National Polytechnique de Toulouse (INPT).
Aujourd'hui, l'IMFT est rattaché à l'Institut National Polytechnique de Toulouse (INPT) par l'intermédiaire de l'ENSEEIHT, à l'Université Paul-Sabatier, et au CNRS. Il est spécialisé dans la recherche en hydraulique et en mécanique des fluides et est devenu l'un des principaux laboratoires de recherche européens dans ce domaine. L'institut a continué à diversifier ses domaines de recherche dans les années 2000, notamment en écologie, énergies renouvelables et biomécanique, tout en maintenant des liens étroits avec ses départements d'enseignement. À cette époque, l'IMFT comptait plus de 200 membres, poursuivant son rôle d'avant-garde dans la recherche en mécanique des fluides.

## Soufflerie de Banlève

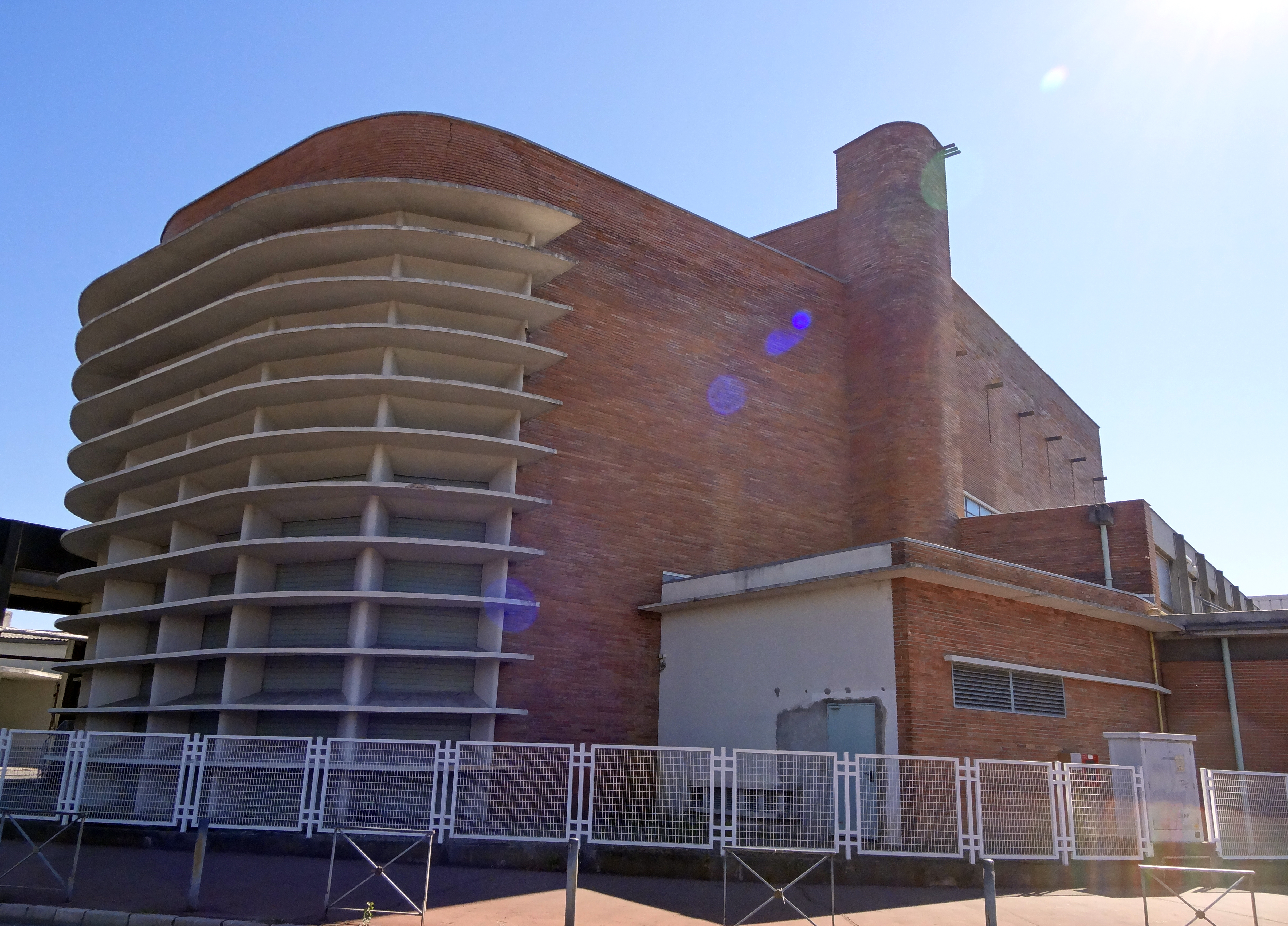
Local de la soufflerie de Banlève dans l'institut de mécanique des fluides de Toulouse.

La grande soufflerie de 1937 de l'IMFT dite soufflerie de Banlève, est inscrite au patrimoine industriel du XXe siècle, et aux monuments historiques, inscription par arrêté du 26 novembre 1997.

## Anciens élèves et chercheurs
- Petre Roman y a fait son doctorat.
- Charles Camichel
- Albert Caquot
- André Martinot Lagarde
- Thierry Poinsot